# Nigel (Gauteng)
Nigel é uma pequena cidade mineradora de ouro na província de Gauteng,na África do Sul. A cidade está à beira da zona conhecida como East Rand, um local de sala de máquinas industriais de Joanesburgo.

## Ligações Externas
- Nigel Business Directory